# Pyrrhogyra crameri
Pyrrhogyra crameri is een vlinder uit de familie Nymphalidae. De wetenschappelijke naam van de soort is voor het eerst geldig gepubliceerd door Per Olof Christopher Aurivillius.